# Treze (programa de televisão)
Treze foi um programa de televisão semanal que associa o entretenimento e a cultura geral transmitido, às sextas-feiras à noite, pela RTP1 e apresentado por Sílvia Alberto.
O programa foi concebido e desenvolvido originalmente pela produtora portuguesa Iniziomedia Audiovisuais para o canal de serviço público português RTP em 2015 e 2016. A emissão de estreia foi para o ar no dia 13 de Outubro de 2015. Depois de uma primeira temporada com 12 programas, emitidos nas noites de terça-feira, houve lugar a uma pausa nas emissões. A segunda temporada, constituída por 14 programas, perfazendo um total de 26 episódios (duas vezes 13), estreou-se no dia 1 de Abril de 2016. O programa passou, então, a ser emitido às sextas-feiras à noite.

## Formato do Programa
O formato do Treze aproxima-se do talk show: a apresentadora lança e modera a conversa de forma activa; quatro convidados, sentados à mesa, debatem os assuntos num registo que pode ir do mais ligeiro e bem-humorado a um tom quase académico ou especializado.
Cada programa é subordinado a um tema central. Sobre esse tema central é previamente elaborada uma lista com 13 elementos que são ordenados, ao longo do programa, do 13.º até ao 1.º lugar. Todos os elementos constantes da lista são apresentados, durante o programa, em vídeos descritivos com locução de Rui Unas que os enquadram no tema. Uma vez apresentado cada vídeo, Sílvia Alberto lança o debate para a mesa de convidados. Estes podem, também, ao longo da conversa, sugerir outros elementos que, nas suas opiniões, pudessem integrar a mesma lista.
Todo o programa é entrecortado por separadores vox populi e por sketches em que personagens, com vozes imitadas pelo imitador, ator e locutor português Bruno Ferreira, representam algumas personalidades públicas portuguesas a falar sobre o tema do programa, ressalvando e exagerando os tiques dessas mesmas personalidades e dos próprios temas.

## Lista de episódios, temas e convidados
Primeira Temporada

Episódio 1. Treze Heróis Portugueses (Emissão - 13/10/2015): Programa dedicado a 13 grandes figuras da História portuguesa, de poetas a guerreiros, revolucionários, reis, rainhas ou até populares, que se distinguiram pela coragem e bravura.

| 13º. | Padeira de Aljubarrota    |
| 12º. | Bartolomeu Dias           |
| 11º. | Rainha Santa Isabel       |
| 10º. | Catarina Eufémia          |
| 9º.  | Soldado Milhões           |
| 8º.  | Luís Vaz de Camões        |
| 7º.  | Infante D. Henrique       |
| 6º.  | Afonso de Albuquerque     |
| 5º.  | Humberto Delgado          |
| 4º.  | Carolina Beatriz Ângelo   |
| 3º.  | Aristides de Sousa Mendes |
| 2º.  | D. Afonso Henriques       |
| 1º.  | Salgueiro Maia            |

Convidados:

- António-Pedro Vasconcelos: Cineasta português . Autor de filmes como "Os Imortais" , "Jaime"  ou "Call Girl" .

- David Ferreira: Editor e produtor musical, investigador na área da música popular .

- Catarina Molder: Cantora lírica e apresentadora do programa Super Diva - Ópera para Todos da RTP2.

- Rui Ramos: Historiador, professor universitário e investigador, especialista em política e cultura de Portugal dos séculos XIX e XX.

Episódio 2. Melhor Treze da Seleção Nacional (Emissão - 20/10/2015): Programa sobre os 13 melhores futebolistas de sempre que vestiram a camisola da Seleção portuguesa.

| 13º. | Humberto Coelho   |
| 12º. | Hilário           |
| 11º. | José Torres       |
| 10º. | Carlos Manuel     |
| 9º.  | Pauleta           |
| 8º.  | Vítor Baía        |
| 7º.  | Deco              |
| 6º.  | Paulo Futre       |
| 5º.  | Rui Costa         |
| 4º.  | Mário Coluna      |
| 3º.  | Luís Figo         |
| 2º.  | Cristiano Ronaldo |
| 1º.  | Eusébio           |

Convidados:

- António-Pedro Vasconcelos: Cineasta português . Autor de filmes como "Os Imortais" , "Jaime"  ou "Call Girl" .

- David Ferreira: Editor e produtor musical, investigador na área da música popular .

- Catarina Molder: Cantora lírica e apresentadora do programa Super Diva - Ópera para Todos da RTP2.

- Rui Miguel Tovar: Jornalista desportivo e especialista em História do Futebol. 

Episódio 3. Treze Humoristas Portugueses (Emissão - 27/10/2015): Programa dedicado a 13 artistas e comediantes que, a solo ou em grupo, contribuíram para a história do humor em Portugal.

| 13º. | Ana Bola                |
| 12º. | Parodiantes de Lisboa   |
| 11º. | José Vilhena            |
| 10º. | Bocage                  |
| 9º.  | Contra Informação       |
| 8º.  | Camilo Castelo Branco   |
| 7º.  | Miguel Esteves Cardoso  |
| 6º.  | António                 |
| 5º.  | Vasco Santana           |
| 4º.  | Ricardo Araújo Pereira  |
| 3º.  | Rafael Bordalo Pinheiro |
| 2º.  | Raul Solnado            |
| 1º.  | Herman José             |

Convidados: 

- António-Pedro Vasconcelos: Cineasta português . Autor de filmes como "Os Imortais" , "Jaime"  ou "Call Girl" .

- David Ferreira: Editor e produtor musical, investigador na área da música popular .

- Catarina Molder: Cantora lírica e apresentadora do programa Super Diva - Ópera para Todos da RTP2.

- Pedro Marques Lopes: Comentador político e colunista. []

Episódio 4. Treze Frases Famosas (Emissão - 03/11/2015): Programa dedicado a 13 ou expressões que ganharam o seu lugar na história portuguesa.

| 13º. | "É a primeira vez que cá estou desde a última vez que cá estive." - Américo Thomaz                                |
| 12º. | "E esta, hein?!" - Fernando Pessa                                                                                 |
| 11º. | "É preciso sepultar os mortos e cuidar dos vivos" - Marquês de Pombal                                             |
| 10º. | "Beijar uma rapariga que fuma é como lamber um cinzeiro." - Macário Correia                                       |
| 9º.  | "Prognósticos só no fim do jogo." - João Pinto                                                                    |
| 8º.  | "Há, nos confins da Ibéria, um povo que não se governa nem se deixa governar." - Júlio César                      |
| 7º.  | "Ai aguenta, aguenta!" - Fernando Ulrich                                                                          |
| 6º.  | "Sei muito bem o que quero e para onde vou." - António de Oliveira Salazar                                        |
| 5º.  | "Portanto... é fazer a conta." - António Guterres                                                                 |
| 4º.  | "Nunca me engano e raramente tenho dúvidas." - Aníbal Cavaco Silva                                                |
| 3º.  | "Olhe que não, olhe que não!" - Álvaro Cunhal                                                                     |
| 2º.  | "O governo não há de cair porque não é um edifício. Há de sair com benzina, porque é uma nódoa." - Eça de Queirós |
| 1º.  | "Obviamente, demito-o". - Humberto Delgado                                                                        |

Convidados: 

- Catarina Molder: Cantora lírica e apresentadora do programa Super Diva - Ópera para Todos da RTP2.

 - Nicolau Breyner: Ator, realizador, argumentista e humorista. 

- Rui Tavares: Escritor, historiador e político. 

- Nuno Costa Santos: Jornalista, humorista e escritor. 

Episódio 5. Treze Grandes Rivalidades (Emissão - 10/11/2015): Programa sobre 13 disputas ou divergências, perenes ou circunstanciais, que marcam a atualidade ou a História de Portugal.

| 13º. | Maçonaria vs Opus Dei                 |
| 12º. | Sofia Ribeiro vs Rita Pereira         |
| 11º. | António Lobo Antunes vs José Saramago |
| 10.  | Paulinho Santos vs João Vieira Pinto  |
| 9º.  | Porto vs Lisboa                       |
| 8º.  | Um beijinho vs Dois beijinhos         |
| 7º.  | Táxis vs Uber                         |
| 6º.  | Portugal vs Espanha                   |
| 5º.  | Portugal vs Angola                    |
| 4º.  | Tradição vs Modernices                |
| 3º.  | Esquerda vs Direita                   |
| 2º.  | Benfica vs Sporting                   |
| 1º.  | Fisco vs Contribuintes                |

Convidados: 

- Catarina Molder: Cantora lírica e apresentadora do programa Super Diva - Ópera para Todos da RTP2.

- Rodrigo Moita de Deus: Colunista, comentador político e blogger. 

 - Domingos Amaral: Escritor e jornalista.

- Luís Pedro Nunes: Diretor do Inimigo Público e comentador do Eixo do Mal. 

Episódio 6. Treze Grandes Provocadores (Emissão - 17/11/2015): Programa dedicado a 13 personalidades ou grupos que ganharam notoriedade graças à sua capacidade de agitar e provocar na sociedade portuguesa.

| 13º. | Severa               |
| 12º. | Vasco Pulido Valente |
| 11º. | Vera Lagoa           |
| 10º. | Ana Malhoa           |
| 9º.  | Manuel João Vieira   |
| 8º.  | Luiz Pacheco         |
| 7º.  | João César Monteiro  |
| 6º.  | Heróis do Mar        |
| 5º.  | Padre António Vieira |
| 4º.  | Mário Viegas         |
| 3º.  | Almada Negreiros     |
| 2º.  | José Mourinho        |
| 1º.  | Natália Correia      |

Convidados: 

- Catarina Molder: Cantora lírica e apresentadora do programa Super Diva - Ópera para Todos da RTP2.

- Joana Amaral Dias: - Psicóloga, comentadora e ex-deputada.

- João Marcelino: - Jornalista e comentador político. .

- Rui Afonso Santos: - Historiador de arte e curador do Museu Nacional de Arte Contemporânea. .

Episódio 7. Treze Canções de Portugal (Emissão - 24/11/2015): Programa sobre 13 canções que conquistaram o seu lugar no coração dos portugueses ou que, de alguma forma, são símbolos da Portugalidade.

| 13º. | "Ele e ela" - Madalena Iglésias                 |
| 12º. | "Um Português (Mala de Cartão)" - Linda de Suza |
| 11º. | "Bem bom" - Doce (banda)                        |
| 10º. | "Um Grande, Grande Amor" - José Cid             |
| 9º.  | "Pimba Pimba" - Emanuel                         |
| 8º.  | "O Destino Marca a Hora - Tony de Matos         |
| 7º.  | "Não posso mais" - Pedro Abrunhosa              |
| 6º.  | "Com um brilhozinho nos olhos" - Sérgio Godinho |
| 5º.  | "Desfolhada Portuguesa" - Simone de Oliveira    |
| 4º.  | "Chico Fininho" - Rui Veloso                    |
| 3º.  | "Grândola, Vila Morena" - José Afonso           |
| 2º.  | "Uma Casa Portuguesa" - Amália Rodrigues        |
| 1º.  | "Estou Além" - António Variações                |

Convidados: 

- Marisa Liz: Cantora e compositora, vocalista do grupo Amor Electro.

 - João Gil:  Músico e compositor, membro de grupos musicais como Trovante, Rio Grande, Cabeças no Ar ou Ala dos Namorados. 

 - Tozé Brito: Autor, compositor e produtor musical. 

 - Henrique Raposo: - Escritor e cronista.

Episódio 8. Treze Sex-Symbols Portugueses (Emissão - 01/12/2015): Programa destinado a debater quem são, afinal, as 13 pessoas mais belas e sensuais de Portugal.

| 5º. | Catarina Furtado  |
| 4º. | Bárbara Guimarães |
| 3º. | Rita Pereira      |
| 2º. | Sara Sampaio      |
| 1º. | Soraia Chaves     |

| 5º. | Luís Borges       |
| 4º. | Nelson Évora      |
| 3º. | Albano Jerónimo   |
| 2º. | Cristiano Ronaldo |
| 1º. | Paulo Pires       |

Convidados: 

- Catarina Molder: Cantora lírica e apresentadora do programa Super Diva - Ópera para Todos da RTP2.

- Ana Borges: Ex-manequim e ex-diretora da Elite Model Look Portugal. 

- Fernando Alvim: Radialista, humorista e apresentador de televisão.

- Heitor Lourenço: - Ator

Episódio 9. Treze Defeitos dos Portugueses (Emissão - 08/12/2015): Programa sobre 13 das caraterísticas menos positivas que contribuem para a identidade do povo português.

| 13º. | Complexo do Estrangeiro       |
| 12º. | Saudosismo e Nostalgia        |
| 11º. | Bipolaridade Patriótica       |
| 10º. | Fixação pelo Autoritarismo    |
| 9º.  | Síndrome do best-seller       |
| 8º.  | "Vai-se andando"              |
| 7º.  | Derrotismo e Fatalismo        |
| 6º.  | Desorganização e displicência |
| 5º.  | Viver de aparências           |
| 4º.  | Falta de Pontualidade         |
| 3º.  | Chico-Espertismo              |
| 2º.  | País do Jeitinho              |
| 1º.  | A Culpa é dos Outros          |

Convidados: 

- Rita Ferro: Escritora e Cronista.

- Luís Filipe Borges: Guionista, comediante e apresentador de televisão.

- Ana Mesquita: Jornalista e artista plástica. 

- Virginia López: Jornalista correspondente do jornal El Mundo (Espanha) e da rádio Cadena SER

Episódio 10. Treze Grandes Escândalos (Emissão - 15/12/2015): Programa dedicado a 13 casos ou episódios que fizeram correr muita tinta, causaram o espanto e, por vezes, a indignação e a revolta dos portugueses.

| 13º. | Caso Taveira                       |
| 12º. | Touros de Barrancos                |
| 11º. | Mães de Bragança                   |
| 10º. | Pontapé do Marco no Big Brother    |
| 9º.  | Apito Dourado                      |
| 8º.  | Dona Branca, a banqueira do povo   |
| 7º.  | Cicciolina no Parlamento Português |
| 6º.  | Caso Sócrates                      |
| 5º.  | Caso dos submarinos                |
| 4º.  | Caso Maddie                        |
| 3º.  | Caso Camarate                      |
| 2º.  | Caso Casa Pia                      |
| 1º.  | Caso BPN                           |

Convidados: 

- Catarina Molder: Cantora lírica e apresentadora do programa Super Diva - Ópera para Todos da RTP2.

- Manuel Serrão: Empresário

- Joaquim Vieira: Jornalista, ensaísta e documentarista.

- José de Pina: Humorista, argumentista, comentador e cronista.

Episódio 11. Treze Coisas Aborrecidas do Natal (Emissão - 22/12/2015): Programa sobre 13 coisas típicas, mas pouco agradáveis da quadra natalícia.

| 13º. | Viagens de Natal                |
| 12º. | Televisão no Natal              |
| 11º. | Compras de última hora          |
| 10º. | Pai Natal                       |
| 9º.  | Música de Natal                 |
| 8º.  | Familiares                      |
| 7º.  | Brinde do Bolo-Rei              |
| 6º.  | Almoço de Empresa               |
| 5º.  | Mensagens Natalícias            |
| 4º.  | Campanhas de Solidariedade      |
| 3º.  | Ressaca Pós-Natal e Lixo        |
| 2º.  | Mensagem de Natal do Presidente |
| 1º.  | Febre do Consumismo             |

Convidados: 

- Catarina Molder: Cantora lírica e apresentadora do programa Super Diva - Ópera para Todos da RTP2.

- Isabel Angelino Apresentadora de televisão. 

- Eduardo Madeira Comediante, ator, músico e guionista.

- José Carlos Malato Apresentador de televisão e locutor de rádio.

Episódio 12. Treze Grandes Previsões para 2016 (Emissão - 30/12/2015): Programa especial de fim de ano dedicado a discutir 13 previsões para 2016.

| 13º. | Ouro nas Olimpíadas de 2016               |
| 12º. | Nobel para Lobo Antunes                   |
| 11º. | Fim do tabu de Cristiano Ronaldo          |
| 10º. | Novos partidos na Assembleia da República |
| 9º.  | Jorge Jesus no Chelsea                    |
| 8º.  | Estátua de Tony Carreira                  |
| 7º.  | Crises e Pandemias                        |
| 6º.  | A China vai pagá-las                      |
| 5º.  | Candidatos Presidenciais                  |
| 4º.  | Novo Resgate                              |
| 3º.  | Novela Eternidade                         |
| 2º.  | Portugal Campeão Europeu                  |
| 1º.  | Mais Um Ano Quente na Justiça             |

Convidados: 

- Nicolau Santos: Jornalista, diretor-adjunto do Expresso.

- Catarina Homem Marques: Jornalista e crítica literária. 

- Joana Amaral Dias: - Psicóloga, comentadora e ex-deputada.

- Rodrigo Moita de Deus: Colunista, comentador político e blogger. 

Segunda Temporada

Episódio 13. Treze Grandes Erros Históricos (Emissão: 01/04/2016): Programa dedicado à discussão das treze piores decisões da História de Portugal.
| 13º. | Concessão de canal de televisão à Igreja |
| 12º. | Rejeição do projeto de Cristóvão Colombo |
| 11º. | Divisão entre Republicanos               |
| 10º. | Alcácer-Quibir                           |
| 9º.  | Abate da frota pesqueira                 |
| 8º.  | Nacionalizações de 1975                  |
| 7º.  | Adesão da Guiné Equatorial à CPLP        |
| 6º.  | Adesão à moeda única                     |
| 5º.  | Portugal na Primeira Guerra Mundial      |
| 4º.  | Expulsão dos Judeus                      |
| 3º.  | Constituição de 1933                     |
| 2º.  | Guerra Colonial / Descolonização         |
| 1º.  | Inquisição em Portugal                   |

Convidados: 

- Rui Tavares: Escritor, tradutor, historiador e político português.

- Paulo Ferreira: Jornalista e colunista do Observador.

- João Vasco Almeida: - Jornalista e escritor.

- Catarina Homem Marques: Jornalista e crítica literária. 

Episódio 14. Treze Grandes Paixões (Emissão: 08/04/2016): Programa sobre treze paixões arrebatadoras que ficaram na História de Portugal.
| 13º. | D. Estefânia e D. Pedro V             |
| 12º. | Salazar e Christine Garnier]]         |
| 11º. | Mário Soares e Maria Barroso          |
| 10º. | Fernando Pessoa e Ofélia Queiroz      |
| 9º.  | Luís Figo e Helen Svedin              |
| 8º.  | Mariana Alcoforado e Noel de Chamilly |
| 7º.  | Vieira da Silva e Arpad Szenes        |
| 6º.  | Luís de Camões e Dinamene             |
| 5º.  | Maria Adelaide Coelho e Manuel Claro  |
| 4º.  | Camilo Castelo Branco e Ana Plácido   |
| 3º.  | José Saramago e Pilar del Río         |
| 2º.  | Francisco Sá Carneiro e Snu Abecassis |
| 1º.  | D. Pedro e D. Inês                    |

Convidados: 

- Margarida Rebelo Pinto: Escritora e guionista.

- José Júdice: Jornalista.

- Rui Pregal da Cunha: - Músico, fundador e vocalista dos Heróis do Mar e dos LX-90.

- Catarina Molder: Cantora lírica e apresentadora do programa Super Diva - Ópera para Todos da RTP2. 

Episódio 15. Treze Taras e Manias (Emissão: 15/04/2016): Programa dedicado a debater treze taras e manias dos portugueses.
| 13º. | Fétiche do Rabo             |
| 12º. | Mania dos Pregões nos Cafés |
| 11º. | Mania do Tamanho            |
| 10º. | Mania do Piropo             |
| 9º.  | Mania dos Santinhos         |
| 8º.  | Mania do Mar                |
| 7º.  | Fétiche das Fardas          |
| 6º.  | Mania do Inglês Técnico     |
| 5º.  | Mania das Rotundas          |
| 4º.  | Mania que é Especialista    |
| 3º.  | Mania do Cafezinho          |
| 2º.  | Mania de Ser do Contra      |
| 1º.  | Mania dos Diminutivos       |

Convidados: 

- Catarina Molder: Cantora lírica e apresentadora do programa Super Diva - Ópera para Todos da RTP2. 

- Joana Marques: Guionista e radialista

- Manuel João Vieira: Músico e pintor

- Gonçalo Morais Leitão: Criativo, copy e diretor criativo das autopromoções da RTP.

Episódio 16. Treze Mortes Célebres (Emissão: 22/04/2016): Programa sobre treze mortes que ficaram na história e memória portuguesas.
| 13º. | Silva Porto           |
| 12º. | Sidónio Pais          |
| 11º. | Florbela Espanca      |
| 10º. | Cândido dos Reis      |
| 9º.  | Antero de Quental     |
| 8º.  | Os Távoras            |
| 7º.  | D. Carlos             |
| 6º.  | José Dias Coelho      |
| 5º.  | Joaquim Agostinho     |
| 4º.  | António Salazar       |
| 3º.  | Francisco Sá Carneiro |
| 2º.  | Inês de Castro        |
| 1º.  | D. Sebastião          |

Convidados: 

- José Júdice: Jornalista.

- Patrícia Müller: Guionista. 

- Luís Almeida Martins: Jornalista, guionista e tradutor.

- Miguel Pinheiro: Jornalista, direttor do Observador. 

Episódio 17. Treze Polémicas (Emissão: 29/04/2016): Programa sobre treze polémicas que marcaram Portugal.
| 13º. | Escutas do Palácio de Belém |
| 12º. | Jorge Jesus vs Benfica      |
| 11º. | Portagens nas SCUT          |
| 10º. | Polemistas de Serviço       |
| 9º.  | Lesados do BES              |
| 8º.  | Feriados Nacionais          |
| 7º.  | Manuais Escolares           |
| 6º.  | Envelhecimento em Portugal  |
| 5º.  | Euro vs Escudo              |
| 4º.  | Segurança Social            |
| 3º.  | Interior vs Litoral         |
| 2º.  | Dívida Pública              |
| 1º.  | Revisão Constitucional      |

Convidados: 

- Catarina Molder: Cantora lírica e apresentadora do programa Super Diva - Ópera para Todos da RTP2. 

- Raquel Varela: Historiadora e investigadora. 

- Fernanda Freitas: Jornalista e apresentadora de televisão.

- Francisco Teixeira da Mota: Advogado e colunista. 

Episódio 18. Treze Aventureiros (Emissão: 06/05/2016): Programa sobre treze portugueses que ficaram na História por terem corrido mundo e riscos e por terem sido autores de grandes façanhas.
| 13º. | Maria d'Eça                     |
| 12º. | João Rodrigues Cabrilho         |
| 11º. | Ricardo Diniz                   |
| 10º. | Isabel Rilvas                   |
| 9º.  | Serpa Pinto                     |
| 8º.  | João Garcia                     |
| 7º.  | António Raposo Tavares          |
| 6º.  | José Megre                      |
| 5º.  | Pedro Teixeira                  |
| 4º.  | Gil Eanes                       |
| 3º.  | Fernão Mendes Pinto             |
| 2º.  | Gago Coutinho e Sacadura Cabral |
| 1º.  | Fernão de Magalhães             |

Convidados: 

- Quimbé: Apresentador, animador e ator.

- Gonçalo Cadilhe: Viajante e autor de livros de viagens. 

- Margarida Pinto Correia : Diretora de inovação social da Fundação EDP.

- Ana Galvão: Radialista e apresentadora de televisão. 

Episódio 19. Treze Influentes (Emissão: 13/05/2016): Programa dedicado a treze portugueses com influência nas mais diversas áreas.
| 13º. | Manoel de Oliveira      |
| 12º. | Ricardo Salgado         |
| 11º. | José Mourinho           |
| 10º. | Ricardo Landum          |
| 9º.  | Cristina Ferreira       |
| 8º.  | Egas Moniz              |
| 7º.  | Carlos Alexandre        |
| 6º.  | José Saramago           |
| 5º.  | Joaquim Oliveira        |
| 4º.  | Marcelo Rebelo de Sousa |
| 3º.  | Horta Osório            |
| 2º.  | Jorge Mendes            |
| 1º.  | António Vitorino        |

Convidados: 

- Domingos Amaral: Jornalista e escritor.

- Alexandre Borges: Criativo, guionista e escritor. 

- Ana Mesquita: Jornalista e artista plástica.

- Sílvia Rizzo: Atriz. 

Episódio 20. Treze Pratos da Gastronomia Portuguesa (Emissão: 20/05/2016): Programa de debate sobre os treze melhores pratos da gastronomia de Portugal, do Minho ao Algarve, aos Açores e à Madeira em que, pela primeira vez, a lista não foi ordenada, sendo antes dividida por regiões geográficas.
| Açores         | Cozido das Furnas       |
| Algarve        | Arroz de lingueirão     |
| Alto Alentejo  | Sopa de cação           |
| Baixo Alentejo | Açorda à alentejana     |
| Beira Alta     | Chanfana                |
| Beira Baixa    | Maranhos                |
| Beira Litoral  | Leitão à Bairrada       |
| Douro Litoral  | Tripas à moda do Porto  |
| Estremadura    | Sardinha assada         |
| Madeira        | Espetada Madeirense     |
| Minho          | Bacalhau à minhota      |
| Ribatejo       | Sopa da pedra           |
| Trás-os-Montes | Feijoada à transmontana |

Convidados: 

- Justa Nobre: Chefe de cozinha.

- Kiko Martins: Chefe de cozinha. 

- Paulo Salvador: Jornalista, membro da direcção de informação da TVI e pesquisador de gastronomia tradicional portuguesa.

- José Carlos Malato: Apresentador de televisão. 

Episódio 21. Treze Prazeres dos Portugueses (Emissão: 27/05/2016): Programa dedicado aos pequenos prazeres característicos do povo português.
| 13.º | Passeio dos tristes            |
| 12.º | Lavar o carro ao fim-de-semana |
| 11º. | Pipoca no cinema               |
| 10.º | Parar na Mealhada              |
| 9º.  | Contar anedotas                |
| 8º.  | Bejecas e caracóis             |
| 7º.  | Loucura da promoção            |
| 6º.  | Copofonia                      |
| 5º.  | Viver a vida alheia            |
| 4º.  | Passear no centro comercial    |
| 3º.  | Prazer da comida               |
| 2º.  | Discutir futebol               |
| 1º.  | Prazer da praia                |

Convidados: 

- Adelaide de Sousa: Atriz e apresentadora de televisão.

- Marta Crawford: Sexóloga e terapeuta sexual. 

- Fernando Alvim: Humorista, locutor e apresentador de televisão.

- Heitor Lourenço: Ator. 